# Iida Ryo
Iida Ryo (sinh ngày 5 tháng 11 năm 1993) là một cầu thủ bóng đá người Nhật Bản.

## Sự nghiệp câu lạc bộ
Iida Ryo đã từng chơi cho Fagiano Okayama và SC Sagamihara.